# Simone Atangana Bekono

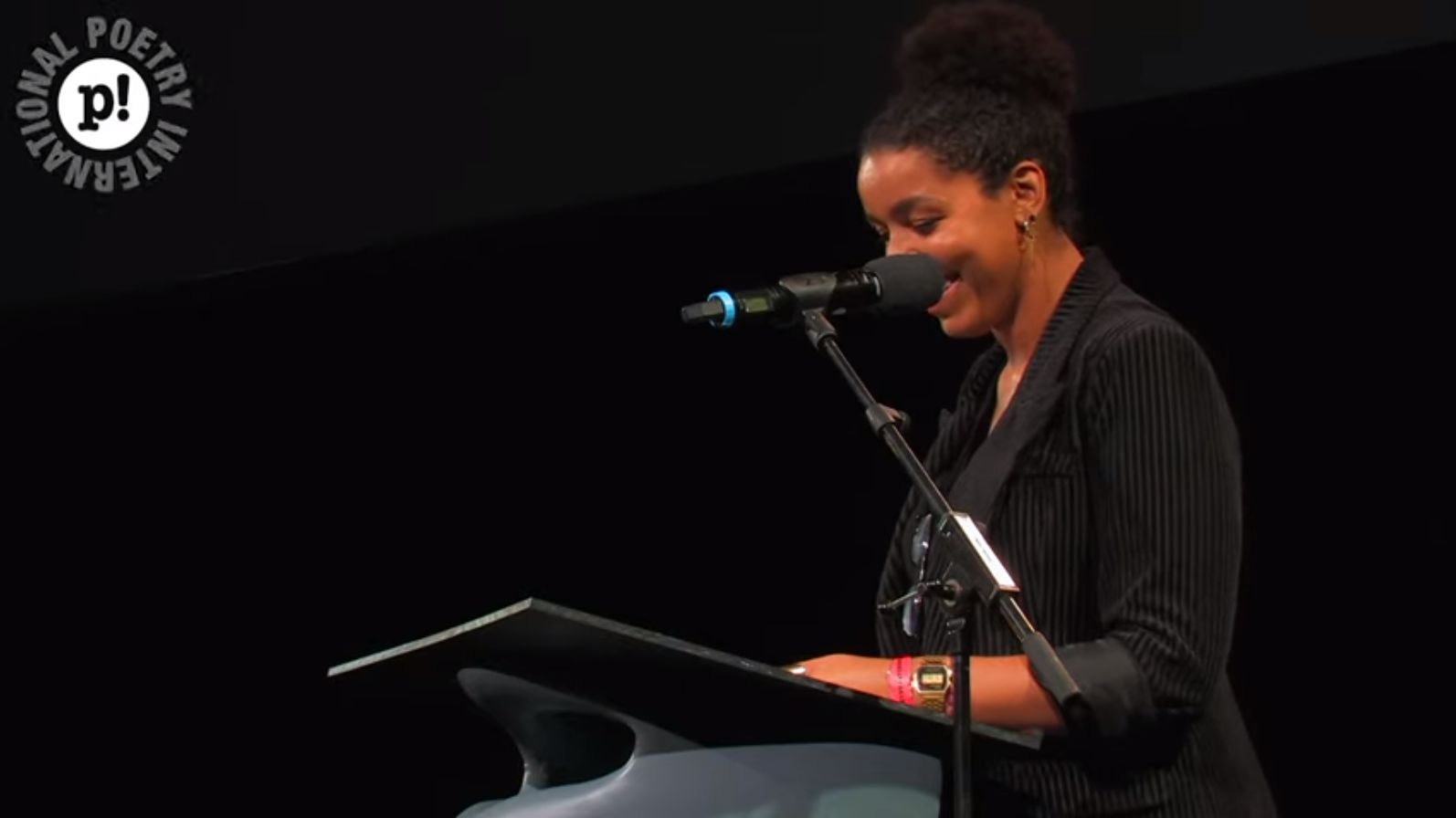
Simone Atangana Bekono

Simone Atangana Bekono (* 1991 in Dongen den Niederlanden) ist eine niederländische Schriftstellerin und Dichterin kamerunischer Abstammung. Sie ist bekannt für ihre eindringlichen Erzählungen und Gedichte, die sich mit Themen wie Identität, Rassismus, Migration und sozialer Gerechtigkeit auseinandersetzen.

## Biografie
Simone Atangana Bekono wurde 1991 in den Niederlanden geboren und wuchs in einer multikulturellen Umgebung auf. Ihre Familie hat kamerunische Wurzeln, was ihr ein einzigartiges Perspektiv in einer Gesellschaft mit unterschiedlichen kulturellen Einflüssen und Herausforderungen bietet. Bekono besuchte die ArtEZ Hogeschool voor de Kunsten in Arnhem, wo sie Kreatives Schreiben studierte. Während ihrer Studienzeit entwickelte sie eine Leidenschaft für das Schreiben von Lyrik und Prosa, die oft persönliche und gesellschaftliche Themen behandelt.
In ihren frühen Jahren war Bekono mit den Herausforderungen konfrontiert, die mit dem Aufwachsen als Kind einer Migrantenfamilie in den Niederlanden verbunden sind. Diese Erfahrungen prägen ihre literarische Arbeit und ermöglichen es ihr, komplexe Fragen der Identität und des Zugehörigkeitsgefühls aufzugreifen. Sie schreibt nicht nur über ihre eigenen Erfahrungen, sondern nutzt ihre Stimme auch, um die Geschichten und Perspektiven von Menschen zu vertreten, die in einer Gesellschaft leben, die oft von Vorurteilen und Diskriminierung geprägt ist.
Die Universität Amsterdam ernannte Atangana Bekono zum 1. November 2022 zum „Honorary Fellow“ der Fakultät für Geisteswissenschaften der Universität, mit dem Leitfach „Intimität in der Literatur“.

## Literarisches Schaffen
Bekono erlangte 2016 breite Anerkennung mit ihrem Debüt-Gedichtband hoe de eerste vonken zichtbaar waren, veröffentlicht bei Wintertuin Uitgeverij. In diesem Werk erforscht sie durch eine kraftvolle und poetische Sprache Themen wie die Suche nach Identität, die Herausforderungen der Zugehörigkeit und die Auswirkungen von Rassismus. Ihre Gedichte sind geprägt von einer tiefen Emotionalität und einer scharfen Beobachtungsgabe, die es dem Leser ermöglicht, sich mit den Erfahrungen der Protagonisten zu identifizieren. Für ihr Debütwerk wurde sie 2018 mit dem Poëziedebütprijs Aan Zee ausgezeichnet.
Im Jahr 2020 veröffentlichte Bekono ihren ersten Roman, Salomés Zorn (Original: Confrontaties), der schnell zu einem kritischen Erfolg wurde. Der Roman erzählt die Geschichte von Salomé, einer jungen Frau, die im Gefängnis auf ihre Gerichtsverhandlung wartet. Während ihrer Haftzeit reflektiert Salomé über ihre Kindheit und die sozialen und emotionalen Konflikte, die sie erlebt hat. Bekono behandelt Themen wie Rassismus, Wut, Gewalt und die Suche nach Identität und Zugehörigkeit in einer oft feindlichen Umgebung. Confrontaties wurde für seine tiefgehende Auseinandersetzung mit der Komplexität menschlicher Beziehungen und den Herausforderungen von Minderheiten in der Gesellschaft gelobt. Der Roman gewann den Prijs voor het Beste Boek voor Jongeren und wurde für den renommierten Libris-Literaturpreis nominiert.

## Stil und Themen
Simone Atangana Bekonos Schreibstil ist charakterisiert durch eine klare, eindringliche Sprache, die das Innenleben ihrer Figuren authentisch widerspiegelt. Sie verwendet oft persönliche Erfahrungen als Ausgangspunkt, um universelle Fragen nach Identität und sozialer Gerechtigkeit zu beleuchten. Ihre Werke sind durchdrungen von einem starken sozialen Bewusstsein und einem Engagement für die Darstellung von Marginalisierten. Bekono zeigt in ihren Texten ein bemerkenswertes Gespür für die Verknüpfung von persönlicher und kollektiver Identität, was sie zu einer wichtigen Stimme in der zeitgenössischen niederländischen Literatur macht.

## Werke (Auswahl)
- Confrontaties. aus dem Deutschen übersetzt von Ira Wilhelm, Salomés Zorn. C. H. Beck 2023, ISBN 978-3-406-80000-9.

## Auszeichnungen
- 2022 – Anton-Wachter-Preis für Confrontaties
- 2023 – Libris-Literaturpreis (longlist) für Zo hoog de zon stond
- 2024 – Jan-Campert-Preis für Marshmallow